# Wiley Miller
Wiley Miller (* 15. April 1951 in Burbank, Kalifornien) ist ein US-amerikanischer Cartoon- und Comiczeichner. 
Wiley Miller studierte an der Virginia Commonwealth University. Ab 1976 zeichnete er Karikaturen für die Zeitung News & Record des Guilford County. Ab 1985 zeichnete er für den San Francisco Examiner. 1991 begann er mit dem Cartoon/Comicstrip Non Sequitur, der alsbald in 700 Tageszeitungen gedruckt wurde. 2013 wurde er für diese Serie mit dem Reuben Award ausgezeichnet.